# Maixent d'Agde
Maixent o Maxenci d'Agde (Agde, ca. 447 - Saint-Maixent-l'École, Poitou-Charentes, 515) fou un religiós d'Agde, abat de Saint-Maixent-du-Poitou. És venerat com a sant a l'Església catòlica.

## Biografia
Havia nascut al si d'una família notable, rebent el nom de baptisme d'Adjutori. Fou educat per Sever, abat d'un monestir d'Agde i sota l'empenta del seu educador va entrar a l'estat eclesiàstic, fent notables progressos en l'estudi i en activitats pietoses, sempre sota la guia del seu mestre. Com que destacava, va començar-se a parlar d'ell per a ocupar un dia la seu d'Agde; per evitar enveges, va abandonar el monestir. La seva partida va anar acompanyada d'una gran sequera que va durar dos anys, que va acabar quan Maixent va retornar cridat pels seus parents i conciutadans.
Després d'un temps d'estada, va repartir els seus béns entre els pobres i va tornar a marxar per retirar-se a un monestir al Poitou, on fou acollit pel seu abat Agapit; perquè no el reconeguessin, va canviar el seu nom d'Adjutor pel de Maixent. Al cap d'un temps va ser escollit abat del monestir on va morir finalment el 26 de juny del 515 als 68 anys.
Està associat a suposats miracles abans i després de la seva mort; el monestir del que fou abat va anomenar-se més tard monestir de Sant Maixent del Poitou. Fou honorat pel rei franc Clodoveu I.